# San Fele
San Fele (lucà: Sandə Fèlə) és un municipi italià, situat a la regió de Basilicata i a la província de Potenza. Ocupa una superfície de 97,7 quilòmetre quadrat i tenia 2,600 habitants a l'1 gener 2023.

## Demografia
| 1r gener 2017 | 1r gener 2018 | 1r gener 2023 | 1r agost 2024 |
| 2.966         | 2.927         | 2.600         | 2.521         |

## Administració
| Dates mandat | Nom de l'alcalde/ssa | Causa finalització |
| ------------ | -------------------- | ------------------ |